# كاميرون ساول
كاميرون ساول (بالإنجليزية: Cameron Saul)‏ هو لاعب كرة قدم بريطاني في مركز الوسط، ولد في 28 يونيو 1995 في لندن في المملكة المتحدة. لعب مع غرينفيل ترمف.

## وصلات خارجية
- كاميرون ساول على موقع قاعدة بيانات كرة القدم.إي يو (الإنجليزية)
- كاميرون ساول على موقع Soccerway.com (الإنجليزية)